# أرمو (مقاطعة درة شهر)
أرمو (بالفارسية: ارمو) هي قرية تقع في إيران في قسم أرمو الريفي. يقدر عدد سكانها بـ 2,408 نسمة .